# Luis Rodríguez (Fußballspieler, 1998)
Luis Rodríguez, vollständiger Name Luis Miguel Rodríguez Rodríguez, (* 28. Dezember 1998 in Uruguay) ist ein uruguayischer Fußballspieler.

## Karriere
Der 1,71 Meter große Offensivakteur Rodríguez steht seit der Clausura 2015 im Kader der Profimannschaft des Club Sportivo Cerrito. Dort feierte er am 15. Mai 2015 sein Debüt in der Segunda División, als ihn Trainer Néstor Saavedra bei der 1:3-Auswärtsniederlage gegen den Rocha FC in der 80. Spielminute für Diego Carril einwechselte. In jener Halbserie bestritt er drei Spiele in der Liga. In der Saison 2016 wurde er siebenmal in der zweithöchsten uruguayischen Spielklasse eingesetzt.